# Roberto Mancini
Roberto Mancini Grande Ufficiale OMRI (phát âm tiếng Ý: [roˈbɛrto manˈtʃiːni], sinh ngày 27 tháng 11 năm 1964) là cựu cầu thủ và huấn luyện viên bóng đá người Ý.
Mancini khi là cầu thủ được biết đến nhiều nhất thời gian chơi tại Sampdoria, nơi ông đã chơi hơn 550 trận đấu, và đã giúp họ giành chức vô địch Serie A duy nhất trong lịch sử, bốn Coppa Italia và Cup Winners Cup, trong khi tham gia đội tuyển Ý 36 lần. Ông nổi tiếng vói lối đá kỹ thuật, những pha giật gót và ta-lông vô cùng hoa mỹ - một trong những tiền đạo hay nhất nước Ý ở thế hệ của mình.
Là một cầu thủ, ông đã phát triển một thiên hướng trở thành một huấn luyện viên trong tương lai và thường chỉ đạo đội bóng bán thời gian và cuối cùng trở thành trợ lý cho Sven-Göran Eriksson tại Lazio vào lúc hoàng hôn của sự nghiệp cầu thủ của mình. Sau khi nghỉ nghiệp cầu thủ, Mancini đã bắt tay vào một sự nghiệp quản lý và khá thành công. Một chuyên gia đấu cúp, Mancini chưa bao giờ thất bại tại một trận bán kết của bất kỳ cuộc cạnh tranh cup quốc gia lớn, từ 2002 đến 2011. Ông cũng hướng dẫn các câu lạc bộ Ý nơi ông quản lý tham gia liên tiếp 5 trận chung kết Coppa Italia 2004-2008, với Lazio một lần trong năm 2004 và với Inter trong bốn mùa giải sau đó.
Sau khi nghỉ huấn luyện hơn một năm, Mancini được bổ nhiệm làm huấn luyện viên Manchester City vào tháng 12 năm 2009. Dưới sự quản lý của mình, ông đã truyền thụ văn hóa chiến thắng vào câu lạc bộ này, đưa Manchester City từ một câu lạc bộ tầm trung trở thành câu lạc bộ hàng đầu của bóng đá Anh, kết hợp sự vững chắc trong phòng ngự với sự tinh tế trong tấn công. Trong mùa giải 2010–11, mùa giải đầu tiên của ông tại Manchester City, Mancini đã dẫn dắt câu lạc bộ đến với Cúp FA, danh hiệu lớn đầu tiên của câu lạc bộ sau 35 năm. Trong mùa giải 2011–12, Mancini đã dẫn dắt Manchester City đến chức vô địch giải đấu đầu tiên của câu lạc bộ sau 44 năm trong một ngày cuối cùng của mùa giải, giành chiến thắng 3–2, với hai bàn thắng ở phút bù giờ trong trận đấu được gọi là "trận đấu hay nhất của ngày cuối cùng của mùa giải tuyệt vời nhất trong lịch sử bóng đá Anh. " Dưới thời Mancini, Man City tiến vào Chung kết FA Cup 2013, nhưng bị Wigan Athletic sắp xuống hạng đánh bại với tỷ số 1–0 và Mancini bị sa thải hai ngày sau đó khi mối quan hệ của ông với câu lạc bộ xấu đi trong suốt mùa giải. Ông đã đảm nhận nhiệm vụ quản lý tại câu lạc bộ Thổ Nhĩ Kỳ Galatasaray vào tháng 9 năm 2013, giành cúp Thổ Nhĩ Kỳ trong mùa giải duy nhất tại câu lạc bộ. Sau đó, Mancini trở lại Inter trong hai năm nữa trước khi quản lý đội bóng Zenit của Nga. Năm 2018, ông nắm quyền dẫn dắt đội tuyển quốc gia Ý và đã dẫn dắt Ý đến chức vô địch châu Âu lần thứ hai tại UEFA Euro 2020.
Được coi là một chuyên gia đá cúp, Mancini đã vào đến ít nhất vòng bán kết của một giải đấu cúp trong tất cả các mùa giải mà ông làm huấn luyện viên, từ năm 2002 đến năm 2014. Ông nắm giữ nhiều kỷ lục, bao gồm số lần tham dự trận chung kết Coppa Italia liên tiếp nhiều nhất từ năm 2004 đến năm 2008, với Lazio một lần vào năm 2004 và với Inter trong bốn mùa giải tiếp theo.
Ngày 13 tháng 8 năm 2023, ông đã từ chức huấn luyện viên đội tuyển Ý

## Thống kê sự nghiệp

### Câu lạc bộ
| Câu lạc bộ     | Mùa giải       | Vô địch quốc gia | Vô địch quốc gia | Vô địch quốc gia | Cúp quốc gia | Cúp quốc gia | Châu lục | Châu lục | Tổng | Tổng |
| Câu lạc bộ     | Mùa giải       | Hạng đấu         | ST               | BT               | ST           | BT           | ST       | BT       | ST   | BT   |
| -------------- | -------------- | ---------------- | ---------------- | ---------------- | ------------ | ------------ | -------- | -------- | ---- | ---- |
| Bologna        | 1981–82        | Serie A          | 30               | 9                | 1            | 0            | —        | —        | 31   | 9    |
| Sampdoria      | 1982–83        | Serie A          | 22               | 4                | 5            | 1            | —        | —        | 27   | 5    |
| Sampdoria      | 1983–84        | Serie A          | 30               | 8                | 8            | 2            | —        | —        | 38   | 10   |
| Sampdoria      | 1984–85        | Serie A          | 24               | 3                | 11           | 3            | —        | —        | 35   | 6    |
| Sampdoria      | 1985–86        | Serie A          | 23               | 6                | 11           | 4            | 4        | 2        | 38   | 12   |
| Sampdoria      | 1986–87        | Serie A          | 26               | 5                | 5            | 0            | —        | —        | 31   | 5    |
| Sampdoria      | 1987–88        | Serie A          | 30               | 5                | 13           | 3            | —        | —        | 43   | 8    |
| Sampdoria      | 1988–89        | Serie A          | 29               | 9                | 11           | 5            | 8        | 0        | 48   | 14   |
| Sampdoria      | 1989–90        | Serie A          | 31               | 11               | 4            | 2            | 9        | 2        | 44   | 15   |
| Sampdoria      | 1990–91        | Serie A          | 30               | 12               | 10           | 2            | 7        | 2        | 47   | 16   |
| Sampdoria      | 1991–92        | Serie A          | 29               | 6                | 7            | 3            | 9        | 4        | 45   | 13   |
| Sampdoria      | 1992–93        | Serie A          | 30               | 15               | 2            | 0            | —        | —        |      |      |
| Sampdoria      | 1993–94        | Serie A          | 30               | 12               | 7            | 0            | —        | —        |      |      |
| Sampdoria      | 1994–95        | Serie A          | 31               | 9                | 3            | 1            | 4        | 2        | 38   | 12   |
| Sampdoria      | 1995–96        | Serie A          | 26               | 11               | 2            | 1            | —        | —        | 28   | 12   |
| Sampdoria      | 1996–97        | Serie A          | 33               | 15               | 2            | 0            | —        | —        | 35   | 15   |
| Sampdoria      | Tổng           | Tổng             | 424              | 132              | 101          | 27           | 19       | 12       | 566  | 168  |
| Lazio          | 1997–98        | Serie A          | 34               | 5                | 8            | 1            | 10       | 3        | 52   | 9    |
| Lazio          | 1998–99        | Serie A          | 33               | 10               | 7            | 2            | 7        | 0        | 47   | 12   |
| Lazio          | 1999–2000      | Serie A          | 20               | 0                | 7            | 3            | 10       | 0        | 37   | 3    |
| Lazio          | Tổng           | Tổng             | 87               | 15               | 22           | 6            | 27       | 3        | 136  | 24   |
| Leicester City | 2000–01        | Premier League   | 4                | 0                | 1            | 0            | —        | —        | 5    | 0    |
| Tổng sự nghiệp | Tổng sự nghiệp | Tổng sự nghiệp   | 545              | 156              | 125          | 33           | 46       | 15       | 738  | 201  |

### Quốc tế
| Đội tuyển quốc gia | Năm  | Trận | Bàn |
| ------------------ | ---- | ---- | --- |
| Ý                  | 1984 | 2    | 0   |
| Ý                  | 1986 | 1    | 0   |
| Ý                  | 1987 | 6    | 0   |
| Ý                  | 1988 | 9    | 1   |
| Ý                  | 1989 | 1    | 0   |
| Ý                  | 1990 | 3    | 0   |
| Ý                  | 1991 | 6    | 0   |
| Ý                  | 1992 | 1    | 0   |
| Ý                  | 1993 | 6    | 3   |
| Ý                  | 1994 | 1    | 0   |
| Tổng               | Tổng | 36   | 4   |

### Bàn thắng quốc tế
| # | Ngày                | Sân vận động                       | Đối thủ | Bàn thắng | Kết quả | Giải đấu                      |
| - | ------------------- | ---------------------------------- | ------- | --------- | ------- | ----------------------------- |
| 1 | 10 tháng 6 năm 1988 | Rheinstadion, Düsseldorf, Đức      | Đức     | 1–0       | 1–1     | UEFA Euro 1988                |
| 2 | 24 tháng 3 năm 1993 | Stadio Renzo Barbera, Palermo, Ý   | Malta   | 4–0       | 6–1     | Vòng loại FIFA World Cup 1994 |
| 3 | 24 tháng 3 năm 1993 | Stadio Renzo Barbera, Palermo, Ý   | Malta   | 6–1       | 6–1     | Vòng loại FIFA World Cup 1994 |
| 4 | 22 tháng 9 năm 1993 | Kadriorg Stadium, Tallinn, Estonia | Estonia | 2–0       | 3–0     | Vòng loại FIFA World Cup 1994 |

### Huấn luyện
Tính đến 15 tháng 11 năm 2021.
| Fiorentina             | 26-2-2001  | 14-1-2002 | 44  | 16  | 14  | 14  | 036,36 |
| Lazio                  | 9-5-2002   | 14-2-2004 | 102 | 49  | 32  | 21  | 048,04 |
| Inter Milan            | 9-7-2004   | 21-5-2008 | 226 | 140 | 60  | 26  | 061,95 |
| Manchester City        | 19-12-2009 | 13-5-2013 | 191 | 113 | 38  | 40  | 059,16 |
| Galatasaray            | 30-9-2013  | 11-6-2014 | 46  | 24  | 13  | 9   | 052,17 |
| Inter Milan            | 14-11-2014 | 8-6-2016  | 76  | 36  | 16  | 24  | 047,37 |
| Zenit Saint Petersburg | 1-6-2017   | 13-5-2018 | 44  | 22  | 13  | 9   | 050,00 |
| Ý                      | 15-5-2018  | Nay       | 34  | 25  | 7   | 2   | 073,53 |
| Tổng                   | Tổng       | Tổng      | 738 | 404 | 190 | 144 | 054,74 |

## Phương pháp huấn luyện

### Phòng thủ
Mặc dù Mancini là một tiền đạo trong sự nghiệp thi đấu của mình, ông đặc biệt quan tâm tới việc xây dựng đội bóng từ hàng phòng thủ. Ông nhấn mạnh sự quan trọng của việc không để lọt lưới và đội bóng sẽ luôn có cơ hội để thắng. "Tôi thích chiến thắng 1-0", ông nói, "khi bạn không để lọt lưới và có các cầu thủ như Edin Džeko, Carlos Tévez hay David Silva, bạn có cơ hội chiến thắng tới 90%. Tôi thà thi đấu buồn tẻ trong 2-3 trận đấu với tỉ số 1-0. Nếu bạn xem các đội đoạt giải, họ đều thủng lưới rất ít bàn." Tuy nhiên, nhiều người cho rằng Mancini là huấn luyện viên "ưu tiên phòng thủ " chứ không phải là "ưu tiên thắng", một phong cách mà báo chí Anh quốc chỉ trích rất nhiều. Người khác thì cho rằng cách tiếp cận cẩn trọng và thực tế của ông chính là cái mà đội bóng thiếu và Mancini áp dụng phong cách để đảm bảo City có thể thi đấu tranh cúp thường xuyên. Dù Mancini có phòng thủ trong vài trận đấu tại Manchester City và đã nhận được chỉ trích, ông đã thừa kế một đội bóng từ Mark Hughes có khả năng và cơ hội trước khung thành nhưng lại có hàng hậu vệ yếu kém. Hàng tháng huấn luyện đội tuyển với cường độ cao, thậm chí còn bổ sung tuyển thủ trẻ Dedryck Doyata từ đội trẻ trong tuần vài tuần đầu tiên của Mancini đã giúp ông bắt đầu mùa giải thuận lợi. Khi vô địch giải Serie A mùa 2007–08, Inter thua ít bàn nhất, chính xác là 26 bàn ít hơn Juventus và Roma 11 bàn. Ở City, đội bóng của ông dần xây dựng danh tiếng là phòng thủ chặt chẽ và khó xuyên thủng. Trong mùa giải đầu tiên ở City, họ thua 33 bàn trong giải ngoại hạng, ít bàn thua nhất cùng với Chelsea và 18 trận không thủng lưới, cao nhất trong giải ngoại hạng mùa 2010-11.

### Phương pháp đào tạo
Phương pháp đào tạo của Mancini bị một vài cầu thủ của chính City chỉ trích và đặc biệt là huấn luyện viên thể lực Raymond Verheijen - huấn luyện viên thể lực riêng cho Craig Bellamy. Các buổi huấn luyện mang tính cạnh tranh cao và dẫn tới các xung đột dẫn tới việc City được gọi với tên lóng là "Câu lạc bộ đánh nhau". Trong thời gian ở City, Mancini đã cố đóng dấu quyền lực lên các cầu thủ nổi loạn tỏ ý không hài lòng hay thi đấu không tốt và đã tuyên bố: "Nếu một cầu thủ không hài lòng, anh ta nên rời câu lạc bộ". Người ta cũng đồn rằng Mancini có quan hệ đóng băng với Craig Bellamy, nhà tâm lý của đội Jamie Murphy và Emmanuel Adebayor khi không được vào đội hình chính.

### Cách giảm sức ép
Mancini cũng sử dụng báo chí và truyền thông để giảm áp lực cho các cầu thủ. Sau khi thua Arsenal trong mùa giải 2011-12, City thua đội dẫn đầu Manchester United tới 8 điểm và chỉ còn 6 trận đấu. Mancini luôn tự tin trong các phỏng vấn sau trận đấu là Manchester United có thể bị vượt qua nhưng sau đó đã đổi ý và chỉ nói rằng United có cơ hội vô địch lớn hơn cho tới khi Manchester City vô địch.

## Danh hiệu

### Cầu thủ

#### Sampdoria[13]
- Serie A: 1990–91
- Coppa Italia: 1984–85, 1987–88, 1988–89, 1993–94
- Supercoppa Italiana: 1991
- European Cup Winners' Cup: 1989–90
- European Cup á quân: 1991–92

#### Lazio[13]
- Serie A: 1999–2000
- Coppa Italia: 1997–98, 1999–2000
- Supercoppa Italiana: 1998
- UEFA Cup Winners' Cup: 1998–99
- UEFA Super Cup: 1999

### Huấn luyện viên

#### Fiorentina[14]
- Coppa Italia: 2000–01

#### Lazio[14]
- Coppa Italia: 2003–04

#### Inter Milan[14]
- Serie A: 2005–06, 2006–07, 2007–08
- Coppa Italia: 2004–05, 2005–06
- Supercoppa Italiana: 2005, 2006

#### Manchester City
- Premier League: 2011–12[15]
- FA Cup: 2010–11[14]
- FA Community Shield: 2012[14]

#### Galatasaray[14]
- Turkish Cup: 2013–14

#### Ý
- UEFA Euro: 2020[16]

### Giải thưởng
- Guerin d'Oro: 1988, 1991
- Serie A Footballer of the Year: 1997
- Italian Footballer of the Year: 1997
- Premier League Manager of the Month: December 2010,[17] October 2011[18]